# Catxipanda
La catxipanda, juntament amb l'escalivada, les carxofes al caliu, els caragols a la llauna, la coca de recapte i la carn a la brasa, és un dels plats típics de les contrades de Lleida (el Segrià, les Garrigues, la Noguera, el Pla d'Urgell…). En funció de la zona canvien els ingredients i la seva denominació. Així, a la zona sud de Lleida l'anomenen catxipanda i a la zona nord rep el nom de cassola de tros.

## Origen
Aquest plat té el seu origen en l'època en què els pagesos es desplaçaven a les seues finques a conrear el camp. Com que es veien obligats a passar el dia fora de casa per raó de no disposar d'un transport d'alta velocitat, els obligava a aportar a l'àpat diari els propis productes que donava la finca, és a dir, el recapte que l'hort proporcionava. Per tant, depenent de l'època de l'any, la composició d'aquesta samfaina pot variar. Estem davant d'un plat heterogeni que sovint es cuina de manera diferent segons el lloc on el cuinin.
Els ingredients que en formen part són els caragols, la llonganissa, la costella de porc, el conill, la ceba, l'albergínia, la tomata, el pebrot i el carabassó. També podem trobar altres ingredients com són la patata, l'espinac o la botifarra negra. Un reguitzell de productes que aporten una gran diversitat de color a la composició i un gust saborós.
A les comarques lleidatanes es duen a terme diferents trobades culinàries que tenen la catxipanda o la cassola de tros com a plat tradicional elaborat per diverses colles que aplega veïns i turistes. Alpicat, Juneda, Alfés i Alcoletge són algunes de les localitats on se celebren aquestes festes gastronòmiques.

## Ingredients i preparació
Per a quatre persones:
- 1 kg de caragols
- 2 albergínies
- 1 carabassó
- 2 pebrots rojos grossos
- 3 tomates madures
- 2 cebes
- 2 grans d'all
- Sal
- Oli d'oliva
- 1 bitxo
- Aigua

Primer netegeu els caragols, bulliu-los en una cassola amb aigua i sal durant 30 minuts i escorreu-los. Després, agafeu les albergínies, el carabassó i els pebrots i talleu-los a daus. A continuació, poseu oli d'oliva en una cassola per fer un sofregit amb la ceba, l'all i el bitxo. Afegiu-hi les verdures i després de mitja hora de cocció afegiu-hi les tomates pelades i tallades i, per acabar, els caragols. Ho deixeu fent xup-xup 5 o 10 minuts.